# Кензино (Ухоловское городское поселение)
Кензино — село в Ухоловском районе Рязанской области России, входит в состав Ухоловского городского поселения.

## Географическое положение
Село расположено на берегу реки Малая Мостья в 6 км на юго-запад от райцентра рабочего посёлка Ухолово, в 5 км от ж/д станции Кензино на линии Ряжск — Вернадовка.

## История
Кензино в качестве села с Покровской церковью упоминается в окладных книгах 1676 года. В 1700 году вместо прежней обветшавшей поставлена была новая церковь в прежнее храмонаименование. В 1847 году начато было строительство новой деревянной Покровской церкви с приделами в честь праведников Захария и Елисаветы и св. Николая, окончено в 1862 году. 
В XIX — начале XX века село входило в состав Ясеневской волости Ряжского уезда Рязанской губернии. В 1906 году в селе было 180 дворов.
С 1929 года село являлось центром Кензинского сельсовета Ухоловского района Рязанского округа Московской области, с 1937 года — в составе Рязанской области, с 2005 года — в составе  Ухоловского городского поселения.

## Население
| 1859 | 1897  | 1906  | 2010 | 2023 |
| ---- | ----- | ----- | ---- | ---- |
| 982  | ↗1014 | ↗1413 | ↘111 | ↘67  |